# Пјано ди Луцио (Кампобасо)
Пјано ди Луцио је насеље у Италији у округу Кампобасо, региону Молизе.
Према процени из 2011. у насељу је живело 46 становника. Насеље се налази на надморској висини од 700 м.